# Aldeia de Joanes
Aldeia de Joanes é uma localidade portuguesa do Município do Fundão que foi sede da extinta Freguesia de Aldeia de Joanes, freguesia que tinha 8,09 km² de área e 1 333 habitantes (2011), e, por isso, uma densidade populacional de 156,1 hab/km².
A Freguesia de Aldeia de Joanes foi  extinta em 2013, no âmbito de uma reforma administrativa nacional, para, em conjunto com as Freguesias de Fundão, Valverde, Donas e Aldeia Nova do Cabo, formar uma nova freguesia denominada União das Freguesias de Fundão, Valverde, Donas, Aldeia de Joanes e Aldeia Nova do Cabo com a sede em Fundão.

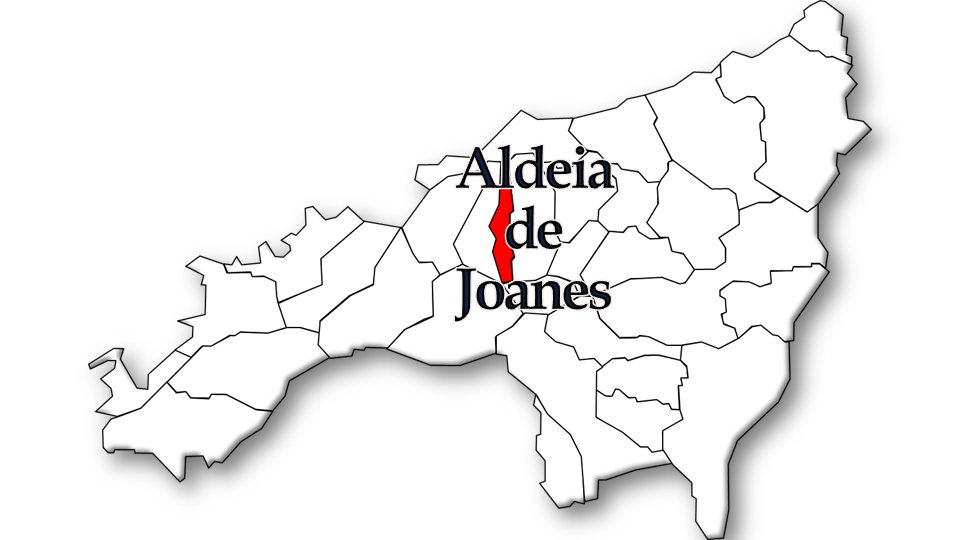
Localização no Município do Fundão

## População
| População da freguesia de Aldeia de Joanes | População da freguesia de Aldeia de Joanes | População da freguesia de Aldeia de Joanes | População da freguesia de Aldeia de Joanes | População da freguesia de Aldeia de Joanes | População da freguesia de Aldeia de Joanes | População da freguesia de Aldeia de Joanes | População da freguesia de Aldeia de Joanes | População da freguesia de Aldeia de Joanes | População da freguesia de Aldeia de Joanes | População da freguesia de Aldeia de Joanes | População da freguesia de Aldeia de Joanes | População da freguesia de Aldeia de Joanes | População da freguesia de Aldeia de Joanes | População da freguesia de Aldeia de Joanes |
| ------------------------------------------ | ------------------------------------------ | ------------------------------------------ | ------------------------------------------ | ------------------------------------------ | ------------------------------------------ | ------------------------------------------ | ------------------------------------------ | ------------------------------------------ | ------------------------------------------ | ------------------------------------------ | ------------------------------------------ | ------------------------------------------ | ------------------------------------------ | ------------------------------------------ |
| 1864                                       | 1878                                       | 1890                                       | 1900                                       | 1911                                       | 1920                                       | 1930                                       | 1940                                       | 1950                                       | 1960                                       | 1970                                       | 1981                                       | 1991                                       | 2001                                       | 2011                                       |
| 328                                        | 466                                        | 451                                        | 627                                        | 619                                        | 616                                        | 668                                        | 725                                        | 667                                        | 665                                        | 565                                        | 779                                        | 744                                        | 971                                        | 1 333                                      |

## Personalidades destacadas
- Alberto António da Silva Costa (1877-1908) - Jornalista e escritor humorístico

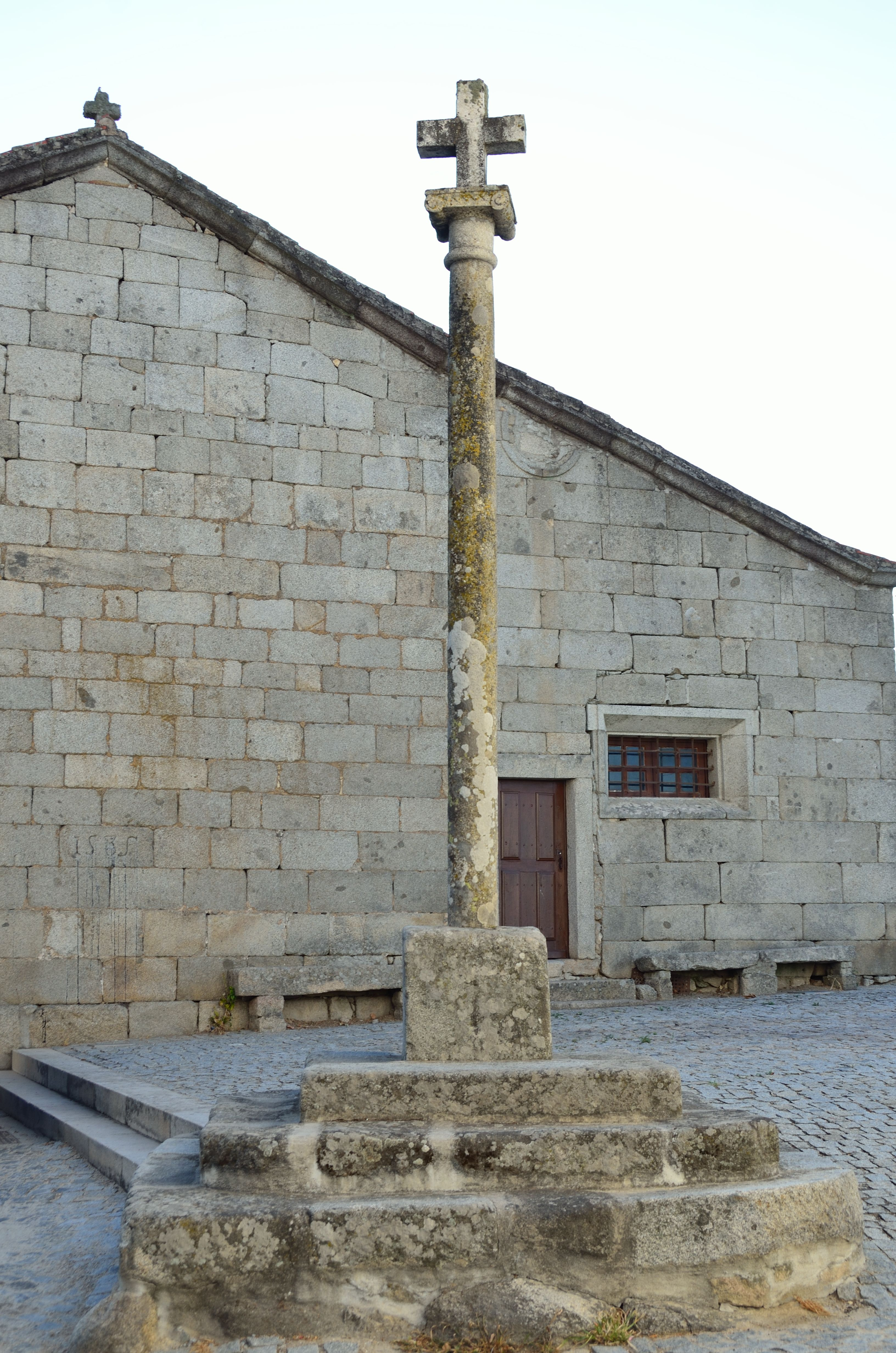
Cruzeiro

## Património
- Fontes de Mergulho: Fonte da Rua da Fonte e a Fonte Figueiredo[4]
- Igreja Matriz de Aldeia de Joanes ou Igreja de São Pedro de Aldeia de Joanes[5]
- Capelas de S. pelágio, da Senhora da Conceição, da Senhora do Amparo, de S. Tiago, de S. Sebastião e de Santa Catarina
- Ermida de Nossa Senhora da Orada
- Casas quinhentistas
- Lugar dos Olivais
- Trecho da serra da Gardunha